# First Unitarian Church and School

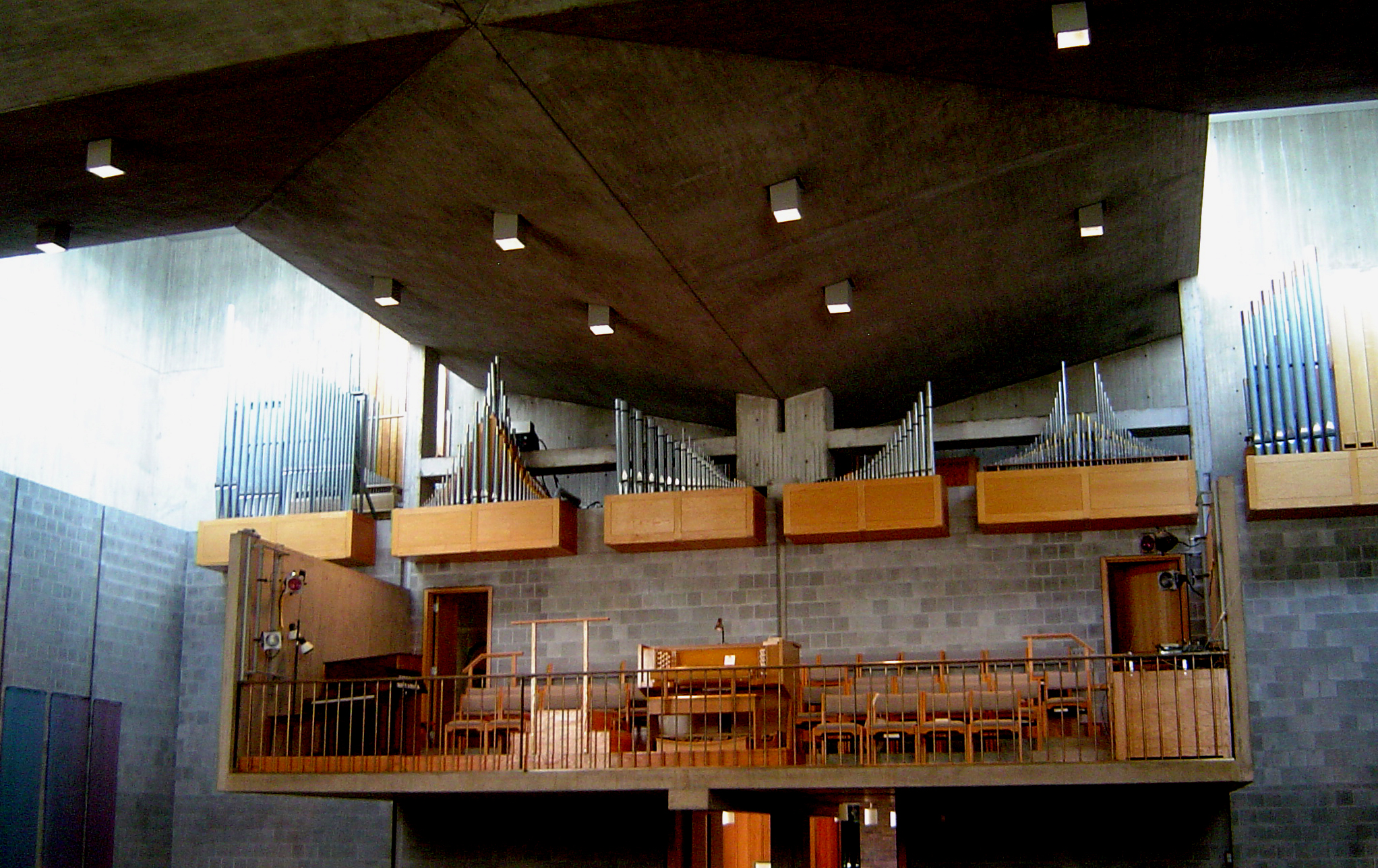
Interno della chiesa

La First Unitarian Church and School sorge nella Winton Road South, 220 a Rochester nello stato di New York e fu commissionata nel 1959, dalla Congregazione della First Unitarian Church, all'architetto Louis Kahn.

## Storia
La maggior parte dei progetti di Louis I.Kahn possiede un carattere spirituale, privo di programma e funzione. In quest'opera l'architetto concepisce un massiccio volume centrale, destinato ai fedeli ed alle funzioni religiose. Intorno a questa struttura centrale a pianta simmetrica, Kahn sviluppa le funzioni di servizio, con ingresso asimmetrico, ed una serie articolata di ambienti accessori con aule per gli studenti, uffici e bagni, separati dal corpo centrale da un deambulatorio continuo perimetrale, e celati da muri eretti con blocchi di calcestruzzo.
L'edificio risulta emblematico del processo creativo di Louis Kahn, per il quale non è la forma che segue la funzione, come diceva il Movimento Moderno, bensì è la funzione che si delinea a poco a poco mentre viene pensata la struttura, la forma.
La First Unitarian Church and School, combina una progettazione simbolica con una struttura che rappresenta un modello per l'architettura religiosa moderna. L'esterno semplice e ritmico dell'edificio ricorda le rovine dell'antica Roma. L'effetto visivo è amplificato da una serie di pozzi di luce che si ergono ai quattro angoli della sala. Il soffitto di calcestruzzo, bilateralmente simmetrico e inclinato verso l'interno converge al centro della sala come una sorta di volta rovesciata, una croce che riverbera e sfaccetta, nel grigio del cemento, la luce proveniente dall'alto. L'edificio è rivestito in mattoni, con pochi elementi orizzontali articolati, ed appare grandioso, e monumentale seppur di relativamente ridotte dimensioni.

## Autori
- Progettista: Louis Kahn
- Ingegnere strutturale: Keast and Hood Co.; August E. Komendant (ingegnere consulente)
- Ingegnere meccanico/elettrico: Fred S. Dubin Associates
- Architetto del paesaggio: George E. Patton
- Consulente dell'acustica: Bolt, Beronek and Newman, Inc